# Haplochromis nyererei
Haplochromis nyererei és una espècie de peix de la família dels cíclids i de l'ordre dels perciformes.
Viu en zones de clima tropical entre 22 °C-28 °C de temperatura i entre 1-4 m de fondària. Es troba al llac Victòria (Àfrica oriental). Es troba en perill d'extinció a causa de la introducció de la perca del Nil (Lates niloticus), l'erosió, la pesca il·legal i l'eutrofització.
Els mascles poden assolir els 7,7 cm de longitud total. Menja algues i insectes.